# Lockheed L-14 Super Electra
Dimensions
Le Lockheed L-14 Super Electra est un avion de ligne conçu dans les années 1930. Il effectue son premier vol le 29 juillet 1937 et est mis en service la même année. Sur les 354 appareils construits, quelques-uns sont utilisés comme avions de transport militaire.

## Historique
Le  L-14  est entré en service commercial dans la Northwest Airlines en octobre 1937.
Des exemplaires ont été vendus à Aer Lingus en Irlande, à British Airways Ltd (en) qui a ensuite fusionné avec BOAC en Grande-Bretagne et à KLM aux Pays-Bas.
Il fut la base de développement du Lockheed Hudson, avion de reconnaissance maritime et bombardier léger exploité entre autres par la Royal Air Force, l'USAAF et l'United States Navy au cours de la Seconde Guerre mondiale.

### Records de vols
En mai 1938, une équipe d'aviateurs de la compagnie aérienne polonaise LOT composée de Waclaw Makowski, directeur de LOT et premier pilote, Zbigniew Wysiekierski, second pilote, Szymon Piskorz, mécanicien radio-navigateur, Alfons Rzeczewski, radio-navigateur, et Jerzy Krassowski, assistant, procède a un vol expérimental des États-Unis à la Pologne. Ce vol a été effectué à bord d'un des avions achetés par LOT, fabriqué par Lockheed en Californie, un Lockheed Electra Modèle 14H super (immatriculé SP-LMK en Pologne). L'équipage a décollé de Burbank (Los Angeles) où ces appareils étaient fabriqués, et après une tournée en Amérique du Sud, a survolé l'Atlantique du Brésil à l'Afrique de l'Ouest en route pour Varsovie.
La distance parcourue était de 24 850 km (13 418milles nautiques). Les étapes furent les villes d'Amérique centrale de Mazatlan, Mexico City, le Guatemala et le Panama, puis Lima, au Pérou ; Santiago, Chili ; Buenos Aires, Argentine ; et Rio de Janeiro et Natal au Brésil, avant la traversée de l'Atlantique Sud vers Dakar, au Sénégal, en Afrique, puis  Casablanca, Tunis, puis Rome, Italie, et enfin Varsovie, Pologne.  La durée du vol fut de 85 heures entre le 13 mai et le 5 juin. Le survol de l'Atlantique - de Natal à Dakar - a duré 11 heures et 10 minutes (3 070 km). Cet exploit réalisé par les aviateurs polonais a marqué l'histoire de la communication aérienne au niveau mondial. (Avant ce vol des avions de ligne étaient livrés à travers l'Atlantique comme cargaison de pont sur des navires).
Howard Hughes a effectué un tour du monde sur un Super Electra (NX18973) avec quatre membres d'équipage : Harry Connor, copilote et navigateur ; Tom Thurlow, navigateur ; Richard Stoddart, opérateur radio et Ed Lund, ingénieur de vol.
Le Lockheed 14 a décollé de Floyd Bennett Field à New York le 10 juillet 1938 à 17 h 20. Les étapes furent Paris, Moscou, Omsk, Yakutsk, Fairbanks, en Alaska et Minneapolis, puis New York atteint le 14 juillet à 13 h 37. La distance totale parcourue était de  23 612 km  pour un temps total  de trois jours, 19 heures et 17 minutes.